# Giovanni Del Turco

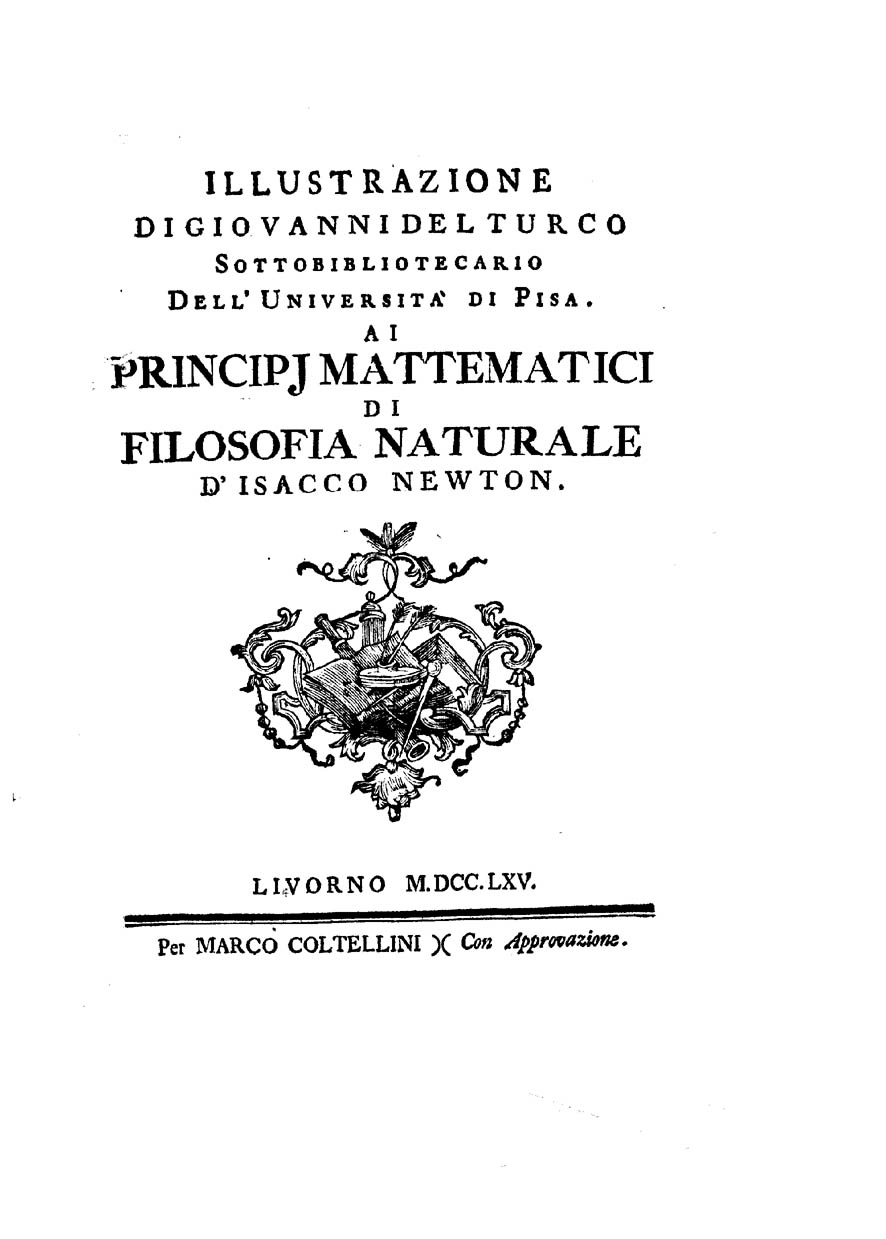
Illustrazione ai Principi matematici di filosofia naturale d'Isacco Newton, 1765

Giovanni Maria Del Turco (Firenze, 28 dicembre 1739 – 1800) è stato un matematico italiano.

## Biografia
Era figlio di Ranieri Valentino e di Maria Maddalena Pieri.
Gravitò intorno all'università di Pisa, lavorando come bibliotecario, e abbracciò il newtonismo interessandosi però anche di letteratura.
Perse molto denaro nel commerciò, ebbe guai giudiziari e infine morì in Marocco.

## Opere
- Illustrazione ai Principi matematici di filosofia naturale d'Isacco Newton, Livorno, Marco Coltellini, 1765.